# Igor Smirnov
Pour les articles homonymes, voir Smirnov.
Igor Nikolaïevitch Smirnov (en russe : Игорь Николаевич Смирнов), né le 23 octobre 1941 à Petropavlovsk-Kamtchatski (URSS), est un homme politique moldave, président de la république moldave du Dniestr autoproclamée du 1er décembre 1991 à décembre 2011.

## Biographie

### Jeunesse
Igor Nikolaïevitch Smirnov est d'origine russe et est né dans l'extrême-orient soviétique, dans la péninsule du Kamtchatka où son père avait été relégué pour « activités anti-soviétiques ». Il s'établit en république socialiste soviétique de Moldavie en 1986. Certains prétendent qu'il a servi dans l'appareil du parti communiste de la république socialiste soviétique de Moldavie, mais il était inscrit comme machiniste à l'usine Elektromach dans la partie moldave de la Transnistrie, et il s'est présenté contre le candidat du Parti communiste en 1990. D'autres affirment que quelles que soient ses étiquettes, il n'a jamais cessé de servir le KGB/FSB.

### Carrière
Sa carrière commence lorsque les roumanophones de la république socialiste soviétique de Moldavie commencent à réclamer le rattachement à la Roumanie, en 1989-1990. Les russophones de la république, pour la plupart nouveaux venus comme Smirnov lui-même, commencent à craindre de se retrouver en situation de minorité dominée, voire d'être expulsés, et forment l'organisation Interfront. Mais ils ne sont localement majoritaires qu'à l'est du Dniestr (région qui n'a jamais appartenu à l'ancienne principauté de Moldavie, que les russophones appellent : Пpиднecтpoвьe /« Pridniestrie », et les roumanophones : « Transnistrie »). C'est dans la partie de la « Transnistrie » appartenant à la RSS de Moldavie qu'Igor Smirnov proclame unilatéralement, le 2 septembre 1990, la république socialiste soviétique moldave de Pridniestrie, au Soviet suprême de laquelle il est aussitôt élu en qualité de président. La première revendication de cette entité est de demeurer en URSS au cas où la Moldavie ferait sécession. Lorsque l'été 1991 la Moldavie et l'Ukraine proclament leur indépendance par rapport à l'URSS, Igor Smirnov proclame, lui, son maintien dans l'Union. La 14e armée soviétique, commandée par le général Alexandre Lebed, devient la protectrice de la Pridniestrie dont Igor Smirnov est proclamé président le 1er décembre 1991, une semaine avant la désintégration de l'Union soviétique. Lors de celle-ci, il déclare unilatéralement l'indépendance de la république moldave du Dniestr (non reconnue par la communauté internationale), le maintien du Parti communiste, de l'écriture cyrillique (y compris pour le « moldave ») et du drapeau de la RSS moldave (alors que la Moldavie adopte un nouveau drapeau).
Les autorités moldaves essaient en 1992 de s'emparer de la Transnistrie, mais sont militairement vaincues par la 14e armée russe du général Alexandre Lebed, augmentée de volontaires cosaques. Depuis, la Pridniestrie, ou Transnistrie, est indépendante de facto, tandis que les autorités moldaves lui reconnaissent de jure le statut de région autonome au sein de la Moldavie.
La Pridniestrie a connu quatre élections présidentielles (1991, 1996, 2001 et 2006) qui ont toutes permis à Igor Smirnov de se maintenir au pouvoir sans que leur déroulement ait été jugé équitable. Lors de l'élection du 9 décembre 2001, Smirnov a reçu 81,9 % des voix contre deux autres candidats. Chacun de ces deux candidats a obtenu moins de 5 % des voix. Le 10 décembre 2006, il a été réélu par 82,4 % des voix. Les informations provenant de Pridniestrie sont largement lacunaires et partiales car proviennent principalement de journaux moldaves et ukrainiens. Il est néanmoins communément admis que Smirnov régit la République de manière quasi dictatoriale.
Le rapport du département d'État des États-Unis de 2003 sur les Droits de l'homme remarque que « le droit des citoyens à changer leur gouvernement a été fortement réduit en Pridniestrie […] Avant l'élection « présidentielle » de 2001, les autorités ont interdit un parti d'opposition et un mouvement de jeunesse, fermé le journal d'un parti de gauche […et ] refusé d'enregistrer un candidat potentiel à la présidence. » Des observateurs électoraux ont noté que lors de l'élection présidentielle de 2001 Smirnov avait obtenu 103,6 % des voix dans le nord de la République.
Igor Nikolaïevitch Smirnov est surnommé par ses concitoyens « le shérif de Tiraspol ».
Lors du scrutin présidentiel de décembre 2011, Smirnov est battu dès le premier tour avec 24,82 % des voix. Evgueni Chevtchouk lui succède à la tête de la république non reconnue.